# NGC 5
NGC 5 je eliptična galaksija v ozvezdju Andromede. Njen navidezni sij je 14,33m. Od Sonca je oddaljena približno 66,5 milijonov parsekov, oziroma 216,89 milijonov svetlobnih let.
Galaksijo je odkril Édouard Jean-Marie Stephan 21. oktobra 1881.